# *-代数
抽象代数中，*-代数（或对合代数）是由两个对合环R、A组成的数学结构，其中R是交换的，A具有R上结合代数的结构。对合代数推广了带共轭的数系的概念，如复数和共轭复数、复数上的矩阵和共轭转置、希尔伯特空间上的线性算子与埃尔米特伴随。
不过，代数也可能不允许任何对合。

## 定义

### *-环
数学中，*-环是具有映射{\displaystyle {}^{*}:\ A\to A}的环，这映射既是反自同构也是对合。
更确切地说，*要满足以下公理：{\displaystyle \forall x,\ y\in A,}
- {\displaystyle (x+y)^{*}=x^{*}+y^{*}}

- {\displaystyle (xy)^{*}=y^{*}x^{*}}
- {\displaystyle 1^{*}=1}
- {\displaystyle (x^{*})^{*}=x}

这也称作对合环。第三条公理可从第二与第四条推出。
使{\displaystyle x^{*}=x}的元素是自伴的。
- -环的典型例子是复数域和以共轭复数为对合的代数数域。可在任意*-环上定义半双线性形式。

此外，还可定义代数对象的*-版本，如理想和子环，要求是*-不变的：{\displaystyle x\in I\Rightarrow x^{*}\in I}等等。
在计算理论中，*-环与星半环无关。

### *-代数
*-代数A是*-环，其对合*是交换*-环R上的结合代数，带有对合'，使{\displaystyle \forall r\in R,\ x\in A,\ (rx)^{*}=r'x^{*}}。
基*-环R通常是复数（其中'为共轭复数）。
据公理可知，A上的*在R中是共轭线性的，即{\displaystyle \forall \lambda ,\ \mu \in R,\ x,\ y\in A,}
{\displaystyle (\lambda x+\mu y)^{*}=\lambda 'x^{*}+\mu 'y^{*}}
*-同态{\displaystyle f:\ A\to B}是与A、B的对合相容的代数同态，即
- {\displaystyle \forall a\in A,\ f(a^{*})=f(a)^{*}.}[2]

### *-运算的哲学
- -环上的*-运算类似于复数上的共轭复数。*-代数上的*-运算类似于在复矩阵代数中取伴随。

### 符号
- 对合是一元运算，记作后置的星号，位于主线上方或附近：

x ↦ x*，或
x ↦ x∗
但不能是{\displaystyle x*}。

## 例子
- 交换环配备平凡（恒等）对合成为*-环。
- 人们最熟悉的实数上的*-环和*-代数是复数域，共轭复数发挥对合*的作用。
- 更一般地，通过平方根（如虚数单位{\displaystyle {\sqrt {-1}}}）的伴随得到的域扩张是原域上的*-代数，视作平凡*-环。*可翻转平方根的符号。
- 二次整数环（对某些D）是交换*-环，*的定义与此类似；二次域是适当二次整数环上的*-代数。
- 四元数、双曲复数、二元数，可能还有其他超复数系构成*-环（带有内置的共轭运算）及实数上的*-代数（*是平凡的）。三者都不是复代数。
- 赫维兹四元数形成非交换*-环，带有四元共轭。
- 实数上n阶方阵的矩阵代数，*是转置。
- 复数上n阶方阵的矩阵代数，*是共轭转置。
- 其推广，即希尔伯特空间上有界线性算子代数及其埃尔米特伴随也定义了*-代数。
- 交换平凡*-环R上的多项式环{\displaystyle R[x]}是R上的*-代数，{\displaystyle P^{*}(x)=P(-x).}
- 若{\displaystyle (A,\ +,\ \times ,\ {}^{*})}是*-环、（交换）R环上的代数、{\displaystyle \forall r\in R,\ x\in A,\ (rx)^{*}=r(X^{*})}，则A是R上的*-代数（其中*平凡）。
  - *-环都是整数上的*-代数。
- 交换*-环是自身的*-代数，更一般地，也是其任意*-子环的*-代数。
- 交换*-环R对自身*-理想的商是R上的*-代数。
  - 例如，任意交换平凡*-环都是其对偶数环上的*-代数，即具有非平凡*的*-环，因为对{\displaystyle \varepsilon =0}的商使原环复原。
  - 交换环K及其多项式环{\displaystyle K[x]}也如此：对{\displaystyle x=0}的商使K复原。
- 黑克代数中，对合对卡日丹-卢斯蒂格所行驶非常重要。
- 椭圆曲线的自同态环成为整数上的*-代数，其中对合是取对偶同源。类似的构造也适于有极化的阿贝尔簇，当中称作洛萨提对合（见Milne的阿贝尔簇讲义）。

对合霍普夫代数是*-代数的重要例子（具有相容余乘法的附加结构）；最常见的例子是：
- 群霍普夫代数：群环，对合是{\displaystyle g\mapsto g^{-1}}。

## 反例
不是所有代数都允许对合：
考虑复数上的2阶方阵的子代数：
{\displaystyle {\mathcal {A}}:=\left\{{\begin{pmatrix}a&b\\0&0\end{pmatrix}}:a,b\in \mathbb {C} \right\}}
任何非平凡反自同构必为如下形式：
{\displaystyle \varphi _{z}\left[{\begin{pmatrix}1&0\\0&0\end{pmatrix}}\right]={\begin{pmatrix}1&z\\0&0\end{pmatrix}}\quad \varphi _{z}\left[{\begin{pmatrix}0&1\\0&0\end{pmatrix}}\right]={\begin{pmatrix}0&0\\0&0\end{pmatrix}}}
对任意复数{\displaystyle z\in \mathbb {C} }。
由此可见，任何非平凡反自同构都不是幂等的：
{\displaystyle \varphi _{z}^{2}\left[{\begin{pmatrix}0&1\\0&0\end{pmatrix}}\right]={\begin{pmatrix}0&0\\0&0\end{pmatrix}}\neq {\begin{pmatrix}0&1\\0&0\end{pmatrix}}}
结论是，子代数不允许任何对合。

## 附加结构
转置的很多性质在一般*-代数中成立：
- 埃尔米特元素形成若尔当代数；
- 斜埃尔米特元素形成李代数;
- 若2在*-环中可逆，则算子{\displaystyle {\frac {1}{2}}(1+{}^{*}),\ {\frac {1}{2}}(1-{}^{*})}是正交幂等，[2]称为对称与反对称，因此代数分解为对称与反对称（埃尔米特、斜埃尔米特）元素模的直和（若*-环是域则为向量空间）。这些空间一般不构成结合代数，因为幂等是算子，而不是代数中的元素。

### 斜结构
给定*-环，有映射{\displaystyle -^{*}:\ x\mapsto -x^{*}}。由于{\displaystyle 1\mapsto -1}，它并不定义*-环结构（除非特征标为2，这时−*与原*相同），也没有反乘法性，但满足其他公理（线性、对合），因此与{\displaystyle x\mapsto x^{*}}的*-代数非常相似。
由这映射固定的元素（即满足{\displaystyle a=-a^{*}}者）称作斜埃尔米特的。
对带复共轭的复数，实数是埃尔米特元素，虚数是斜埃尔米特元素。

## 脚注
1. ↑  这时，“对合”指对合反自同构，也称作反对合。
2. ↑  大多数定义不要求*-代数有乘法单位元，即*-代数可以只是*-伪环。